# Pia Örjansdotter
Pia Birgitta Örjansdotter, tidigare även Andersson, född 3 april 1976 i Åtvidaberg, är en svensk skådespelare.

## Biografi
Pia Örjansdotter studerade vid Skara Skolscen med praktik på Atelierteatern i Göteborg. Studierna följdes upp med Teaterhögskolan i Malmö 1999–2003. Därefter har hon verkat vid bland annat Helsingborgs stadsteater, Stockholms stadsteater, Uppsala stadsteater, Dramaten, Radioteatern och ett stort antal produktioner på den experimentella Teatr Weimar, där hon även skrivit egna pjäsverk. 2012 medverkade hon i Richard LaGraveneses stora nordiska samproduktion, Bastard – en familjesaga, med bland andra Malmö stadsteater och föreställningar i flera länder. 2010 grundade hon och två kollegor konstnärskollektivet avdelning14.

## Teater

### Roller (ej komplett)
| År   | Roll                      | Produktion | Regi              | Teater                           |
| ---- | ------------------------- | --- | ----------------- | -------------------------------- |
| 2001 | Olga                      | Eldansikte (Feuergesicht) Marius von Mayenburg                                                                  | Jenny Andreasson  | Helsingborgs stadsteater         |
| 2002 |                           | Muntra fruarna (The Merry Wives of Windsor) William Shakespeare                                                 | Martha Vestin     | Sommarteater på Krapperup        |
| 2003 | Belinda                   | LisaLouise Majgull Axelsson                                                                                     | Wiveka Warenfalk  | Helsingborgs stadsteater         |
| 2004 | Flicka 2                  | Café Europa (A şaptea cafanã) Dumitru Crudu(ro), Mihai Fusu och Nicoleta Esinencu(en)                           | Carl Kjellgren    | Helsingborgs stadsteater         |
| 2004 | Irina                     | 3 systrar (Три сeстры, Tri sestry) Anton Tjechov                                                                | Christian Tomner  | Helsingborgs stadsteater         |
| 2004 | Anna                      | Askungen, en saga för vår tid Gunilla Boëthius                                                                  | Anette Norberg    | Helsingborgs stadsteater         |
| 2005 |                           | Verbet Tala |                   | Teatr Weimar                     |
| 2005 | Viktoria                  | Limbo Margareta Garpe                                                                                           | Göran Stangertz   | Helsingborgs stadsteater         |
| 2005 |                           | Den akratiska cirkeln                                                                                           |                   | Teatr Weimar                     |
| 2006 |                           | Som ni vill ha det (As you Like it) William Shakespeare                                                         |                   | Uppsala Stadsteater              |
| 2006 |                           | Minnet av det förlorade äter mig inte inifrån                                                                   |                   | Teatr Weimar                     |
| 2007 |                           | Håll dig på din cunt                                                                                            |                   | Teatr Weimar                     |
| 2007 |                           | Ordet Kött |                   | Teatr Weimar                     |
| 2007 | Jenny                     | Dödsdansen I & II August Strindberg                                                                             | John Caird        | Dramaten                         |
| 2007 |                           | H2O + NaCl + Au = Love!                                                                                         |                   | Dramaten                         |
| 2007 |                           | Tankefrihetens antidemokratiska potential                                                                       |                   | Teatr Weimar                     |
| 2008 |                           | Tarzan i Europa                                                                                                 |                   | Teatr Weimar                     |
| 2008 |                           | Två herrars tjänare (Il servitore di due padroni) Carlo Goldoni                                                 | Michael Cocke     | Folkteatern Gävleborg            |
| 2008 |                           | Choreopoesi II Transfutura                                                                                      |                   | Teatr Weimar                     |
| 2008 |                           | Hetrofil |                   | Teatr Weimar                     |
| 2009 |                           | Hole in one Niclas Ekström                                                                                      | Robert Jelinek    | Regionteatern Blekinge Kronoberg |
| 2009 |                           | Naturen, vanorna, tiden, moralen                                                                                |                   | Teatr Weimar                     |
| 2010 |                           | There's A Girl in My Soup                                                                                       |                   | Helsingborgs Stadsteater         |
| 2010 | Margareta                 | Hantverkarna (Håndværkerne) Line Knutzon                                                                        | Lasse Beischer    | Helsingborgs stadsteater         |
| 2010 |                           | Konsumentköplagen                                                                                               |                   | Teatr Weimar                     |
| 2010 | exit presence avdelning14 | |                   |                                  |
| 2011 |                           | idioms |                   | Teatr Weimar                     |
| 2015 |                           | Den besynnerliga händelsen med hunden om natten (The Curious Incident of the Dog in the Night-time) Mark Haddon | Moqi Simon Trolin | Helsingborgs stadsteater         |

## TV
- 2013 – Wallander – Sorgfågeln
- 2010 – Bron (TV-serie)
- 2010 – Hetrofil (SVT)
- 2008 – Selma (TV-serie)
- 2007 – Dödsdansen I-II (TV-sändning från Dramaten)
- 2007 – Wallander - Pyramiden
- 2007 – Levande föda (TV-serie)
- 2006 – Wallander - Brandvägg